# Arthog
Arthog är en community i Storbritannien.   Den ligger i kommunen Gwynedd och riksdelen Wales, i den södra delen av landet, 290 km nordväst om huvudstaden London.
Communityn omfattar förutom orten Arthog även orterna Fairbourne och Friog.